# Пра - Санта Кроче (Кунео)
Пра - Санта Кроче је насеље у Италији у округу Кунео, региону Пијемонт.
Према процени из 2011. у насељу је живело 13 становника. Насеље се налази на надморској висини од 359 м.